# Ana Cvetanovska
Ana Cvetanovska (* 6. Dezember 2000 in Skopje) ist eine nordmazedonische Skilangläuferin. 

## Werdegang
Cvetanovska startete im Januar 2017 in Metsovo erstmals im Balkan-Cup teil und errang dabei die Plätze 22 und 21 über 5 km Freistil. Bei den nordischen Skiweltmeisterschaften 2017 in Lahti kam sie auf den 100. Platz im Sprint, bei den nordischen Skiweltmeisterschaften 2019 in Seefeld in Tirol auf den 88. Rang im Sprint und bei den nordischen Skiweltmeisterschaften 2021 in Oberstdorf auf den 96. Platz über 10 km Freistil. Zu Beginn der Saison 2021/22 nahm sie in Davos erstmals am Skilanglauf-Weltcup teil, wobei sie den 84. Platz im Sprint und den 88. Rang über 10 km Freistil errang. Im weiteren Saisonverlauf lief sie im Balkan-Cup mit vier Top-Zehn-Platzierungen auf den sechsten Platz in der Gesamtwertung und belegte bei den Olympischen Winterspielen 2022 in Peking den 94. Platz über 10 km klassisch. In der Saison 2022/23 holte sie in Davos mit dem 39. Platz im Sprint ihre ersten Weltcuppunkte und errang mit sechs Top-Zehn-Platzierungen den dritten Platz in der Gesamtwertung des Balkan-Cups. Beim Saisonhöhepunkt, den nordischen Skiweltmeisterschaften 2023 in Planica, nahm sie an vier Rennen teil. Ihre besten Ergebnisse dort waren der 52. Platz im Skiathlon und zusammen mit Mateja Trajkovska der 26. Rang im Teamsprint.

## Teilnahmen an Weltmeisterschaften und Olympischen Winterspielen

### Olympische Spiele
- 2022 Peking: 94. Platz 10 km klassisch

### Nordische Skiweltmeisterschaften
- 2017 Lahti: 100. Platz Sprint Freistil
- 2019 Seefeld in Tirol: 88. Platz Sprint Freistil
- 2021 Oberstdorf: 86. Platz 10 km Freistil
- 2023 Planica: 26. Platz Teamsprint Freistil, 52. Platz 15 km Skiathlon, 71. Platz 10 km Freistil, 86. Platz Sprint klassisch
- 2025 Trondheim: 92. Platz Sprint Freistil, 101. Platz 10 km klassisch